# 北畠
北畠（きたばたけ）は、大阪市阿倍野区の町名。現行行政地名は北畠一丁目から北畠三丁目。

## 地理
阿倍野区南西部に位置する。北畠の範囲は、狭義では現在の住居表示での「北畠」を指す。
広義では汎称地名として、住居表示での北畠の周辺地域まで含む。地域は阿倍野区南部から住吉区北部まで広がり、帝塚山地域に隣接する。
大阪市内では貴重な緑地も多く存在し、閑静な雰囲気が保たれている。
高級住宅街の一つである。
戦前の旧制中学校からの伝統を引き継ぐ大阪府立住吉高等学校のほか、かつては旧制大阪高等学校（現：阪南団地）も校舎を構え、帝塚山とともに大阪有数の文教地区として知られる。伝北畠顕家の墓（北畠公園内）や顕家を祀った阿部野神社がある。

### 地価
住宅地の地価は、2014年（平成26年）1月1日の公示地価によれば、北畠1−8−59の地点で42.6万円/m2となっている。

### 北畠1丁目
北畠顕家の墓のある北畠公園に道路を挟んで隣接した地域。街路はカーブが少なく、縦横に直線的に配されているのが特徴でゆとりある住宅の多い閑静な住宅街で、大規模な集合住宅は少ない。学校区は大阪市立晴明丘小学校、大阪市立阪南中学校。

### 北畠2丁目
上町台地の西端に当たり、阪堺電気軌道上町線より西に広がる坂の多い街。
税関やみずほ銀行の寮がある他は、ほとんどが戸建住宅が立ち並んでいる。学校区は大阪市立晴明丘小学校、大阪市立阪南中学校。

### 北畠3丁目
北畠2丁目の南西に隣接する同じく坂の多い街。
南部はいわゆる帝塚山の一角をなす住宅街だが、北部には公営や市営の住宅も存在する。規模の大きい集合住宅は竹中工務店や三井住友銀行などの社員寮か分譲マンションである。
学校区は大阪市立晴明丘南小学校、大阪市立阪南中学校。

### 阿倍野元町
松虫通の拡幅により、松虫通北側の1～2番地は飛び地様になっている。
古くからの住宅街だが、あべの筋に接する土地が多いことや広大な敷地を利して戸数30戸を超える分譲マンションも多い。
阪堺電気軌道上町線東天下茶屋停留場付近はかつて保名と呼ばれていた。現在郵便局にその名前を残すだけである。あべの筋東側には「保名倶楽部」というビリヤード場がある。
学校区は大阪市立晴明丘小学校、大阪市立阪南中学校（1・2番地のみ大阪市立丸山小学校、大阪市立松虫中学校の校区）。

## 歴史

### 地名の由来
北畠という地名は、当地で討ち死にしたと伝承される南北朝時代の北畠顕家（南朝方）に由来している。

### 沿革
1967年（昭和42年）、大阪市阿倍野区北畠東1 - 2丁目・北畠西1 - 2丁目と相生通1 - 3丁目・北畠中1 - 2丁目の各一部より成立。

## 建築

### 北畠3丁目の建築協定について
住環境の保全を目的として1982年（昭和57年）12月15日より、北畠3丁目には下記の内容の建築協定が締結され、住環境の保全が義務付けられている。そのため、協定内およびその周辺では、比較的住環境が維持されている。
- 目的：住宅地としての環境を高度に維持増進する。
  - 土地の形質の変更及び区画の分割を禁ずる。
  - 協定時の建物の位置、高さ及び階数を超えての建築を禁ずる。
  - 住宅以外の用途への変更を禁ずる。
  - 屋根、外壁の材料又は色彩の著しい変更を禁止し、屋外広告物の設置を禁ずる。
  - 木竹の伐採については、「大阪市風致地区内における建築物等の規制に関する条例」の規定を適用する。

## 世帯数と人口
2024年（令和6年）9月30日現在現在の世帯数と人口は以下の通りである。
| 丁目       | 世帯数    | 人口    |
| ---------- | --------- | ------- |
| 北畠一丁目 | 1,025世帯 | 2,324人 |
| 北畠二丁目 | 370世帯   | 915人   |
| 北畠三丁目 | 984世帯   | 2,116人 |
| 計         | 2,379世帯 | 5,355人 |

### 人口の変遷
国勢調査による人口の推移。
| 1995年（平成7年）  | 5,557人 | [ 7 ]  |  |
| 2000年（平成12年） | 5,535人 | [ 8 ]  |  |
| 2005年（平成17年） | 5,893人 | [ 9 ]  |  |
| 2010年（平成22年） | 5,821人 | [ 10 ] |  |
| 2015年（平成27年） | 5,236人 | [ 11 ] |  |
| 2020年（令和2年）  | 5,222人 | [ 12 ] |  |

### 世帯数の変遷
国勢調査による世帯数の推移。
| 1995年（平成7年）  | 1,990世帯 | [ 7 ]  |  |
| 2000年（平成12年） | 2,067世帯 | [ 8 ]  |  |
| 2005年（平成17年） | 2,182世帯 | [ 9 ]  |  |
| 2010年（平成22年） | 2,226世帯 | [ 10 ] |  |
| 2015年（平成27年） | 2,045世帯 | [ 11 ] |  |
| 2020年（令和2年）  | 2,184世帯 | [ 12 ] |  |

## 学区
市立小・中学校に通う場合、学区は以下の通りとなる。なお、小学校・中学校入学時に学校選択制度を導入しており、通学区域以外に阿倍野区の小学校（自宅から概ね2km以内）・中学校から選択することも可能。
| 丁目       | 番                   | 小学校                 | 中学校             |
| ---------- | -------------------- | ---------------------- | ------------------ |
| 北畠一丁目 | 全域                 | 大阪市立晴明丘小学校   | 大阪市立阪南中学校 |
| 北畠二丁目 | 1～10 番 11番1〜27号 | 大阪市立晴明丘小学校   | 大阪市立阪南中学校 |
| 北畠二丁目 | 11番28～46号         | 大阪市立晴明丘南小学校 | 大阪市立阪南中学校 |
| 北畠三丁目 | 全域                 | 大阪市立晴明丘南小学校 | 大阪市立阪南中学校 |

## 事業所
2021年（令和3年）現在の経済センサス調査による事業所数と従業員数は以下の通りである。
| 丁目       | 事業所数  | 従業員数 |
| ---------- | --------- | -------- |
| 北畠一丁目 | 76事業所  | 419人    |
| 北畠二丁目 | 27事業所  | 229人    |
| 北畠三丁目 | 30事業所  | 378人    |
| 計         | 133事業所 | 1,026人  |

## 交通

### 鉄道
- 阪堺電気軌道上町線：北畠停留場

### バス
2020年4月現在
- 大阪シティバス[16]
  - 62・63・64・67号系統：北畠公園前 - 阪南団地前

### 道路
- 大阪府道30号大阪和泉泉南線（あべの筋）

## 施設
- 大阪府立住吉高等学校
- 大阪市立阪南中学校
- 大阪市立晴明丘小学校
- 阿倍野警察署晴明丘交番
- 晴明丘公園
- 晴明丘中央公園 - この公園はかつて1軒の屋敷だった（もと所有者が相続させずに寄贈）

## その他

### 日本郵便
- 〒545-0035[3]（集配局：阿倍野郵便局[17]）